# Heterocucumis denticulata
Heterocucumis denticulata is een zeekomkommer uit de familie Cucumariidae.
De wetenschappelijke naam van de soort werd in 1927 gepubliceerd door S. Ekman.